# Dessau
Dessau és una de les principals ciutats de l'estat federal de Saxònia-Anhalt, situat a la confluència dels rius Mulde i Elba.

## Història

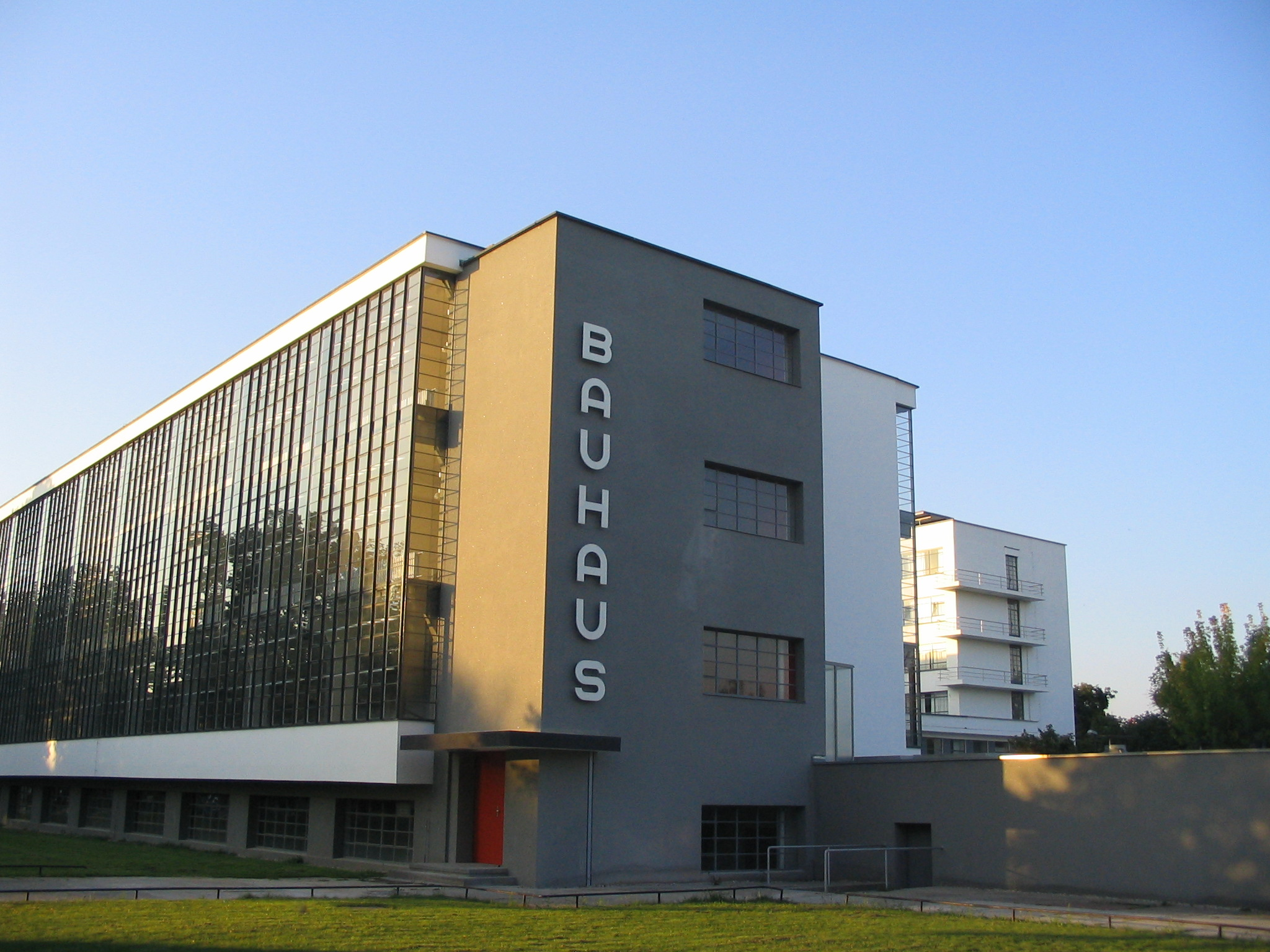
El col·legi de la Bauhaus

Mencionada per primera vegada l'any 1213. Esdevingué un important centre l'any 1570 quan es convertí en la capital del principat d'Anhalt dins de la confederació que era el Sacre Imperi Romanogermànic. El principat fou dividit en petits principats, Dessau romangué com a capital del petit principat d'Anhalt-Dessau. La reunificació es produí l'any 1863 i la ciutat esdevingué capital de nou del principat reunificat fins a l'any 1918, any en què la caiguda de la monarquia propicià la desaparició del principat.
Famosa per ser la ciutat on s'establí l'arquitectura de Bauhaus, després de ser expulsats de Weimar, des de 1926 fins al 1931, any en què el nacionalsocialisme obligà a traslladar-los a Berlín.
A conseqüència de posseir una de les principals factories d'armament de la Luftwafe, la ciutat va ser completament destruïda per la RAF (Royal Air Force) durant la Segona Guerra Mundial. El bombardeig destruí el centre històric que incloïa magnífics palaus barrocs i esglésies gòtiques. Posteriorment la ciutat fou reconstruïda amb arquitectura típicament soviètica.
Després de la reunificació alemanya de 1990 s'han iniciat un seguit d'intents de reconstruir els monuments més importants de l'antiga capital d'Anhalt.

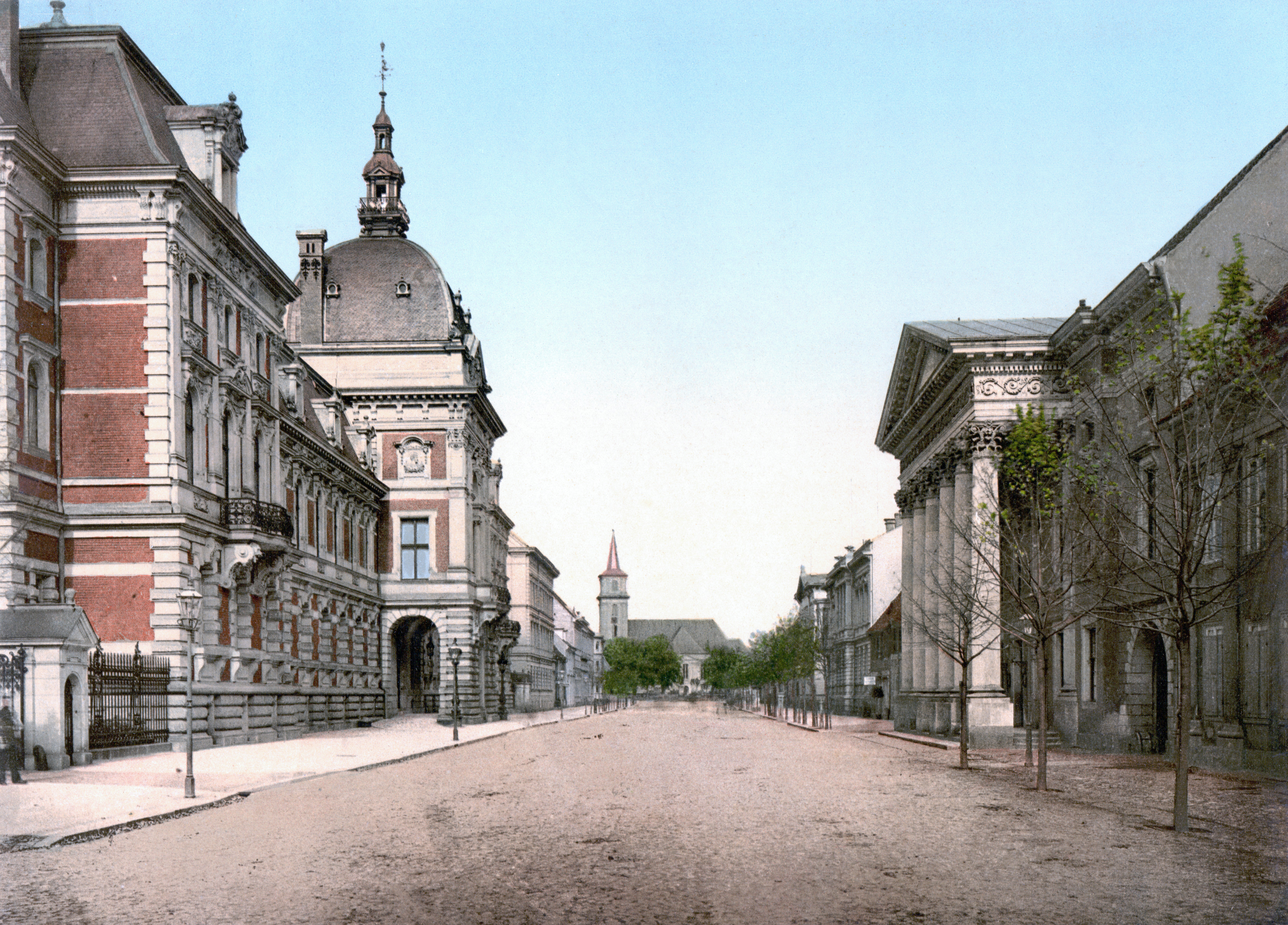
L'antic Carrer dels Cavallers de Dessau l'any 1900 (el 1944 seria arrasat pels bombarders britànics)

## Espais
Hi ha nombrosos exemples d'arquitectura de la Bauhaus a Dessau entre els quals alguns estan catalogats com a patrimoni de la humanitat per la UNESCO. Un dels principals és el Col·legi de la Bauhaus dissenyat per Walter Gropius.
Un altre monument patrimoni de la humanitat són els Jardins Dessau-Wörlitzer, un increïble parc enjardinat encarregat pel príncep Leopold III d'Anhalt-Dessau pels volts de 1750. El parc recullen les influències de jardineria anglesa tan en voga en aquell moment. El jardí és rodejat pel riu Elba al seu costat nord.

## Fills il·lustres
- Carl Gollmick (1796-1866), compositor musical
- Heinrich Schwabe (1789-1875), astrònom
- Moisès Mendelssohn, filòsof
- Wilhelm Müller, poeta
- Max Müller, filòsof i orientalista
- Kurt Weill, compositor musical
- Edward Thiele (1812-1895), compositor violinista i mestre de capella.
- Bernhard Cossmann (1822-1910), violoncel·lista.
- Gernot Böhme (1937 –2022), filòsof alemany